# میرصادق
میر صادق درباری هندی بود که پست وزیر را در کابینه تیپو سلطان میسور داشت و به دلیل همدستی با انگلیسها و خیانت به تیپو سلطان مشهور است.

## جنگ چهارم انگلیس میسور
میرصادق در جنگ چهارم آنگلو میسور در سال ۱۷۹۸-۱۷۹۹ میلادی وی در جریان محاصره سیرانگاپاتانا به تیپو سلطان خیانت کرد و راه را برای پیروزی انگلیس هموار کرد. در حین محاصره ، گرچه سربازان انگلیسی متجاوز گرسنه و خسته بودند ، صادق سربازان خود را پس کشید و به انگلیسی ها اجازه داد حمله خود را به  قلعه انجام دهند. او کمک کرد که تیپو توسط انگلیسها به دام بیافتد صادق در زمانی که برای خوشامد گویی به سربازان انگلیسی میرفت توسط میسوریان که از خیانت او عصبانی شده بودند کشته شد

## میراث
پس از مرگ جسدش بیش از دو هفته توسط عموم مردم عصبانی از جمله زنان و کودکان مورد لعنت و بی احترامی بود . حتی امروز  نقطه ای را که میر صدیق کشته شد مورد لعنت قرار میدهند. مقبره میر صادق ، که در Srirangapatna  است ، به طور مرتب توسط کفش هایی که توسط بازدید کنندگان در طول سال ها پرتاب می شود مورد حمله قرار می گیرد. 
میرجعفر و میرصادق در شبه قاره هند بعنوان دو خیانت کننده مشهور هستند تا جایی که علامه اقبال لاهوری شعر زیر را در مورد آنها گفته است:
جعفر از بنگال و صادق از دکن
ننگ آدم ننگ دین ننگ وطن